# ヨランダ・ダラゴナ
ヨランダ・ダラゴナ（Jolanda d'Aragona, 1273年 - 1302年8月）は、アラゴン王ペドロ3世と王妃コンスタンサ・デ・シシリアの次女。ナポリ王ロベルトと結婚したが、夫の即位以前に死去した。ヨランダはイタリア語名で、スペイン語名ではビオランテ（Violante）。

## 生涯
1297年、ナポリ王カルロ2世の三男であるロベルトと結婚した。この結婚はシチリア王位を獲得したバルセロナ家とナポリのアンジュー家との間の講和の一環として行われたものであった。ヨランダの兄であるアラゴン王ハイメ2世とシチリア王フェデリーコ2世も、ロベルトの妹ビアンカ、エレオノーラとそれぞれ1295年、1302年に結婚している。
ヨランダとロベルトの間には2男が生まれた。
- カルロ（1298年 - 1328年） - カラブリア公。ナポリ女王ジョヴァンナ1世の父。
- ルイージ（1301年 - 1310年）